# Tabęcki
Tabęcki (Dąbrowa II) – polski herb szlachecki. Herb własny rodziny Tabęckich. Odmiana herbu Dąbrowa.

## Opis herbu

### Opis współczesny
Opis skonstruowany współcześnie brzmi następująco:
Na tarczy w polu błękitnym na barku podkowy srebrnej krzyż kawalerski złoty. Przy ocelach czerwonej podkowy zaćwieczone ukośnie takie same dwa krzyże.
W klejnocie – nad hełmem w koronie – pięć piór strusich.
Labry herbowe błękitne, podbite czerwienią.

## Geneza
O herbie wiadomo niewiele, wiemy natomiast, że był używany przez członków rodu Tabęckich, zamieszkujących dawne województwo bełskie. Wśród nich był m.in. skarbnik czernihowski Mikołaj Karol Jurczyk-Tabęcki.
Tabęcki jest odmianą herbu Dąbrowa.

## Herbowni
Lista herbownych w artykule sporządzona została na podstawie wiarygodnych źródeł, zwłaszcza klasycznych i współczesnych herbarzy. Należy jednak zwrócić uwagę na częste zjawisko przypisywania rodom szlacheckim niewłaściwych herbów, szczególnie nasilone w czasie legitymacji szlachectwa przed zaborczymi heroldiami, co zostało następnie utrwalone w wydawanych kolejno herbarzach. Identyczność nazwiska nie musi oznaczać przynależności do danego rodu herbowego. Przynależność taką mogą bezspornie ustalić wyłącznie badania genealogiczne.
Pełna lista herbownych nie jest dziś możliwa do odtworzenia, także ze względu na zniszczenie i zaginięcie wielu akt i dokumentów w czasie II wojny światowej (m.in. w czasie powstania warszawskiego w 1944 spłonęło ponad 90% zasobu Archiwum Głównego w Warszawie, gdzie przechowywana była większość dokumentów staropolskich). Lista nazwisk znajdująca się w artykule pochodzi z Herbarza polskiego, Tadeusza Gajla (3 nazwiska). Występowanie na liście nazwiska nie musi oznaczać, że konkretna rodzina pieczętowała się herbem Tabęcki. Często te same nazwiska są własnością wielu rodzin reprezentujących wszystkie stany dawnej Rzeczypospolitej, tj. chłopów, mieszczan, szlachtę. Jest to dotychczas najpełniejsza lista herbownych, uzupełniana ciągle przez autora przy kolejnych wydaniach Herbarza. Tadeusz Gajl wymienia następujące nazwiska uprawnionych do używania herbu Tabęcki:
|  | Tabęcki, Tabęski, Tabiencki Tadeusz Gajl, Herbarz Polski |

Wszystkie trzy nazwiska wymienione na liście Tadeusza Gajla są różnymi wersjami tego samego nazwiska – Tabęcki. Było to spowodowane tym, że w różnych źródłach historycznych zapisywano nazwisko rodu w różny sposób.